# Linia kolejowa Królewiec – Bagrationowsk
Linia kolejowa Królewiec – Bagrationowsk – linia kolejowa w Rosji łącząca stację Kaliningrad Pasażerski ze stacją Bagrationowsk i w przeszłości z granicą państwową z Polską. Zarządzana jest przez Kolej Kaliningradzką (część Kolei Rosyjskich).
Linia położona jest w obwodzie królewieckim. Na całej długości jest niezelektryfikowana i jednotorowa.

## Historia
Linia została otwarta w 1866 jako fragment Kolei Królewiecko-Ełckiej. Początkowo leżała w Niemczech, w latach 1945–1991 w Związku Sowieckim. Od 1991 położona jest w Rosji.
Obecnie linia jest faktycznie ślepa, jednak w przeszłości istniało jej przedłużenie na południe. Bagrationowsk od 1945 był sowiecką, a następnie rosyjską stacją graniczną na granicy z Polską. Pomiędzy Polską a Sowietami/Rosją w splocie biegły linie szeroko- i normalnotorowa. Tor normalny sięgał do Bagrationowska, tor szeroki kończył się na stacji Bartoszyce. Współcześnie przejście oficjalnie istnieje, lecz stan torowiska na linii transgranicznej nie pozwala na ruch pociągów.